# الاتحاد البيلوبونيزي

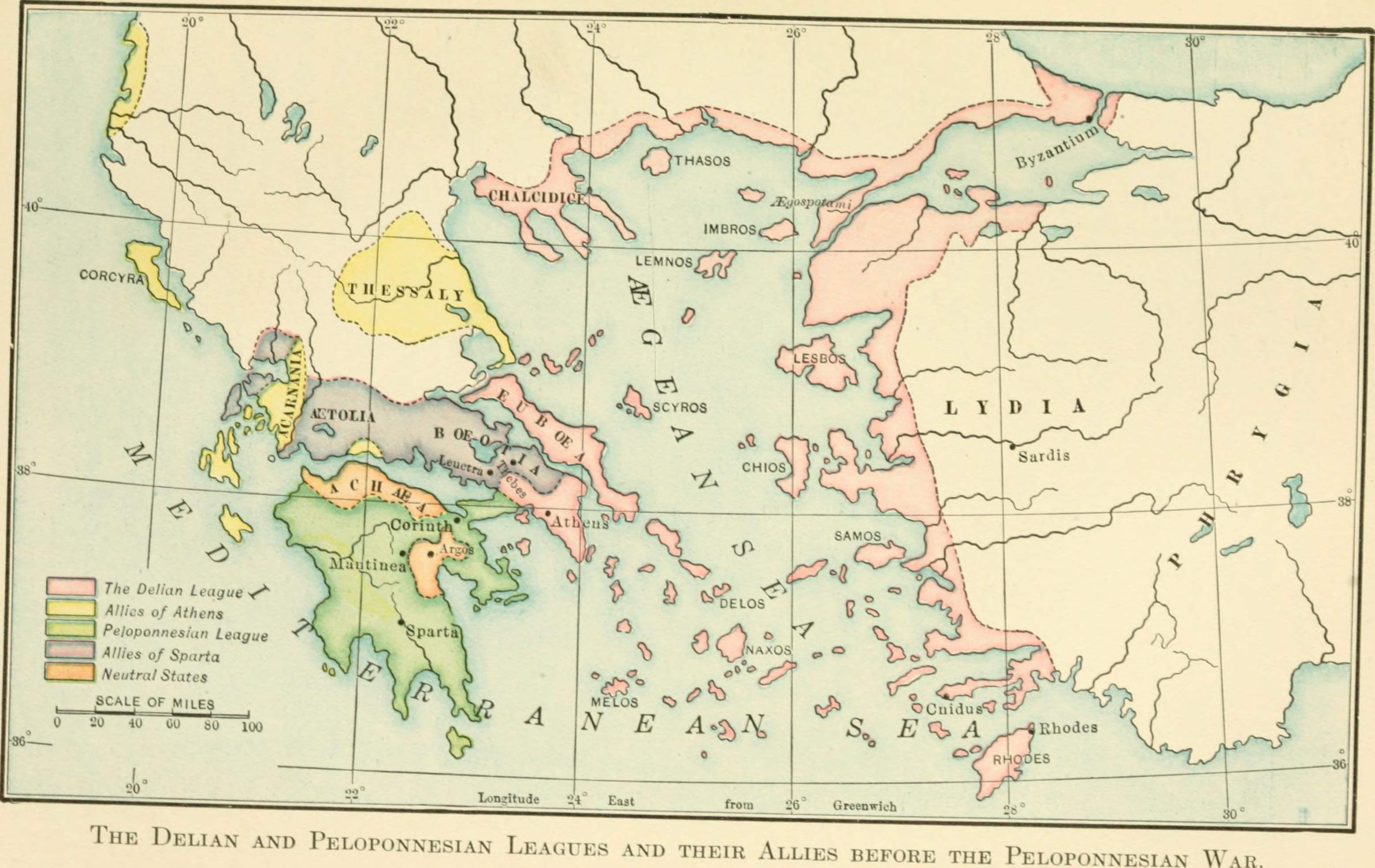

الاتحاد البيلوبونيزي أو الرابطة البيلوبونيزية كان تحالفاً في شبه الجزيرة البيلوبونيزية في اليونان، نشأت ما بين القرن السادس واستمرت حتى القرن الرابع قبل الميلاد.